# St.-Georgs-Kathedrale (Jerusalem)

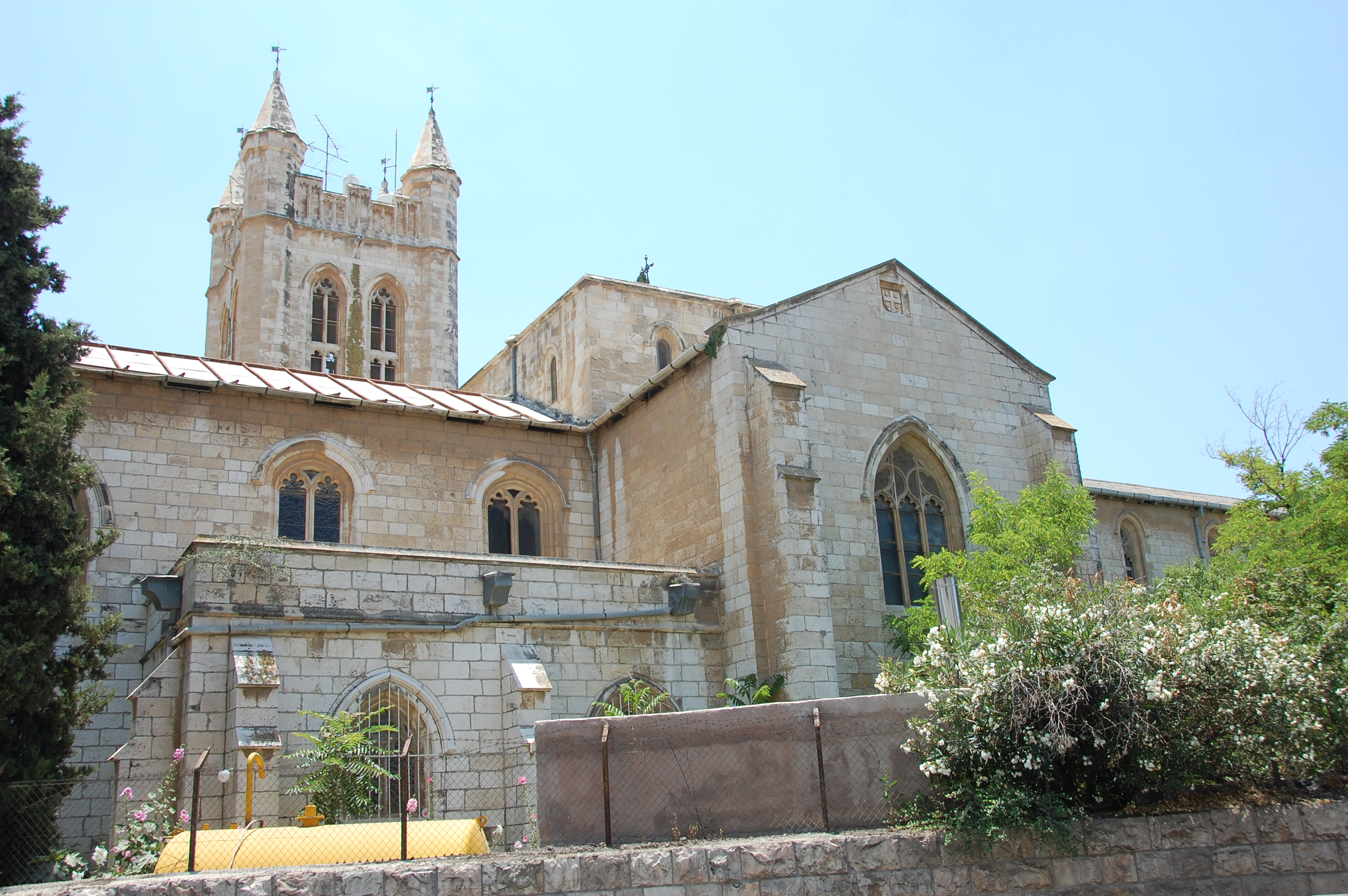
St.-Georgs-Kathedrale

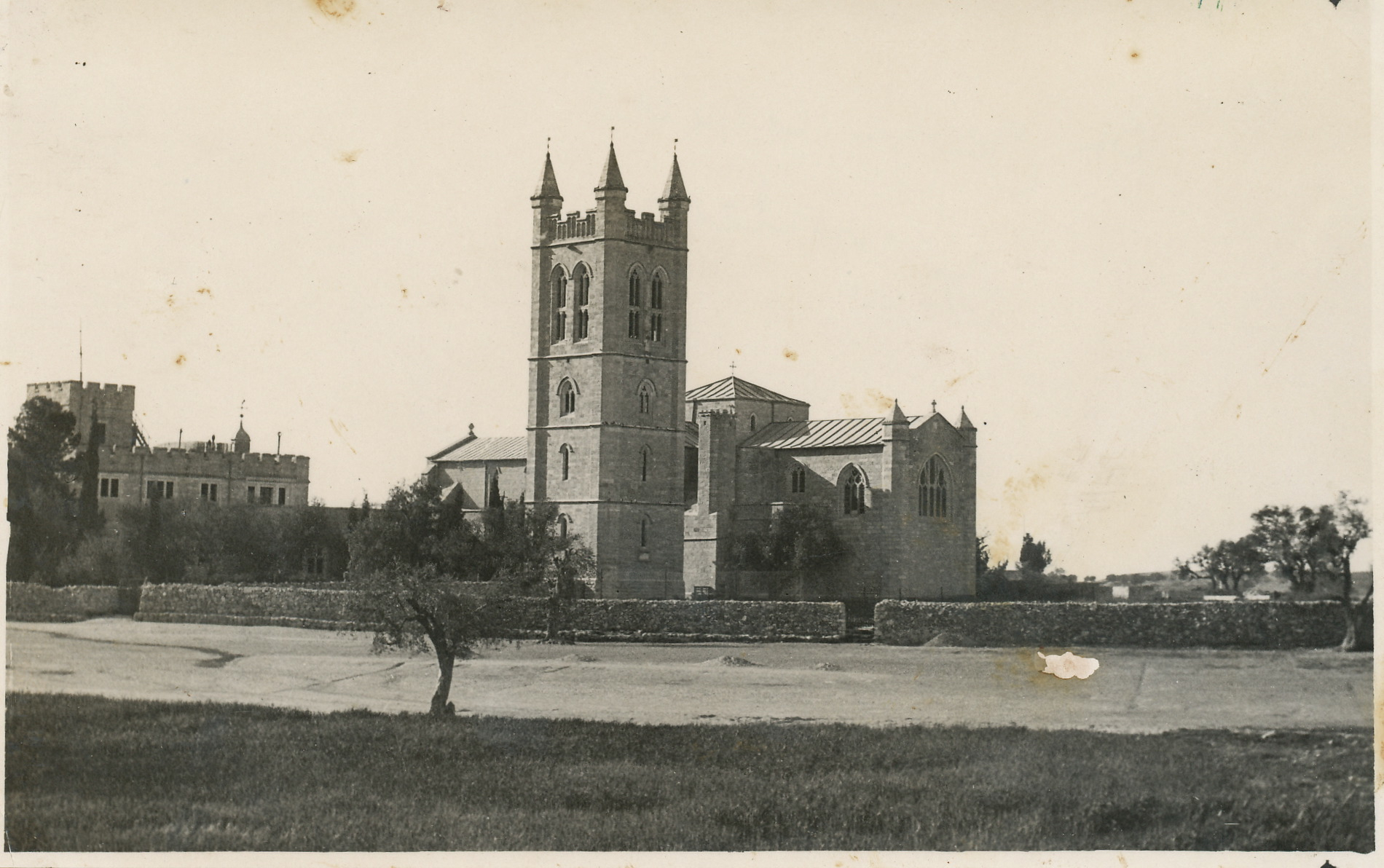
Die St.-Georgs-Kathedrale in den 1930er Jahren

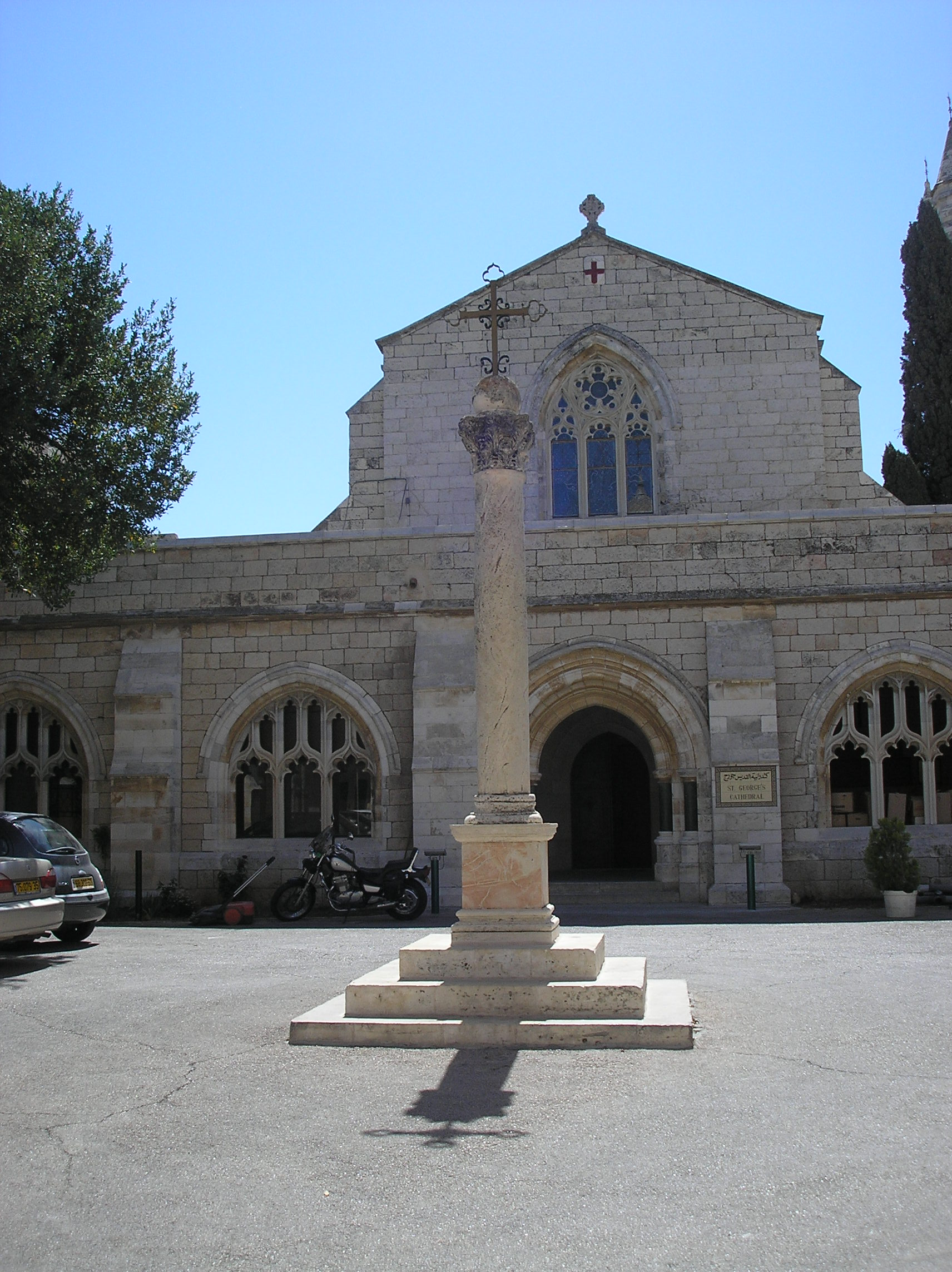
Die byzantinische Säule im Hof

Die St.-Georgs-Kathedrale ist eine anglikanische Kathedrale in Jerusalem, die 1898 geweiht wurde. Sie befindet sich im Jerusalemer Stadtteil Scheich Dscharrah an der Nablus Road Ecke Saladin Street. Sie verfügt über ein angrenzendes Gästehaus für Touristen.
Sie ist Sitz des anglikanischen Bischofs von Jerusalem, einem von vier Bischöfen der Episkopalkirche von Jerusalem und dem Nahen Osten.

## Geschichte
Bereits 1833 wurde eine dauerhafte Station der anglikanischen Kirche in Jerusalem errichtet. 1841 wurde auf Anregung von Friedrich Wilhelm IV. von Preußen das evangelisch-anglikanische Bistum Jerusalem gegründet. Dessen erster Bischof wurde Michael Salomo Alexander. Vier Jahre später konnte die erste anglikanische Kirche Christ Church am Jaffator geweiht werden.
Großes Engagement zeigte der zweite Bischof, Samuel Gobat, der 1846 evangelische Gemeinden und Schulen, Waisen- und Krankenhäuser in Jerusalem, Bethlehem, Jaffa, Nablus und Nazareth gründete. Außerdem ordinierte er die ersten beiden arabischen Priester.
1881 wurde der Grundstein für die St.-Georgs-Kathedrale gelegt. Im selben Jahr starb Samuel Gobats Nachfolger Joseph Barclay, der dritte Bischof des Bistums. Nach seinem Tod zeigte sich, dass die Differenzen in Lehrfragen zwischen den Evangelischen und den Anglikanern im gemeinsamen Bistum kaum noch zu überbrücken waren. Das lähmte auch den Baufortschritt der Kathedrale. 1886 kündigte die evangelische Seite schließlich die Zusammenarbeit auf; das Bistum Jerusalem war fortan eine Diözese der Church of England. 1887 wurde George Blyth (1832–1914) zum vierten Bischof des Bistums Jerusalem ernannt. Ihm gelang es Anfang der 1890er Jahre, die Wiederaufnahme der nach der Grundsteinlegung eingestellten Bauarbeiten zu erwirken. Nach 7-jähriger Bauzeit weihte Bischof Blyth die Kathedrale am 18. Oktober 1898 ein.
Benannt ist die anglikanische Kathedrale nach dem heiligen St. Georg, dem Schutzpatron der Church of England. Georg war ein römischer Soldat in Palästina und trotz Diokletians Verbot ein Christ. Er wurde im Jahr 303 hingerichtet.
Bald nach Ausbruch des Ersten Weltkrieges, in dem das Vereinigte Königreich Großbritannien und Irland und das Osmanische Reich einander bekämpften, ließen die türkischen Behörden die Kathedrale schließen. Ihr Areal diente der türkischen Armee als Hauptquartier. Der türkische Kommandeur in Jerusalem, Cemal Pascha, bewohnte die Residenz des Bischofs. Die türkische Kapitulation am 9. Dezember 1917 wurde in dieser Residenz unterzeichnet. Daraufhin wurde die Kathedrale nach dreijähriger Schließung wieder geöffnet.

## Beschreibung
Durch ein den Tudorstil vortäuschendes Torhaus gelangt man in das von einer Mauer umgebene Areal. Im Hof steht eine große Säule aus byzantinischer Zeit, die von einer römischen Kanonenkugel und einem byzantinischen Kreuz gekrönt ist.
Die Anlage des Komplexes ist in der Form eines College vom Architekten George Jeffery im englischen Windsor-Gotik-Stil des 14. und 15. Jahrhunderts errichtet und umfasst neben der Kirche auch den Wohnbereich für den Bischof und Dekan, eine Schule für Knaben und ein Erwachsenenbildungsinstitut. Weiters ist eine Pilger- und Touristenherberge zu erwähnen sowie ein Garten mit biblischen Pflanzen.
Das Gästehaus wurde 1923 errichtet, in dieses wurden die Wohnräume des Klerus und die Chorschule miteinbezogen.
Auf dem Areal der anglikanischen Diözese befindet sich außerdem die St. George’s School, eine Sekundarschule für Jungen.

## Kathedrale
Gegenüber dem Eingang befindet sich die Kathedrale, deren Turm zum Andenken an König Eduard VII. 1911 errichtet wurde. Dieser steht wegen der permanenten Erdbebengefahr etwas abseits der Kathedrale. Die Kathedrale ist ein dreischiffiger Bau mit einem Querschiff.
Mit dem Abzug der Briten im April 1948 wurde das königliche britische Wappen im linken Querschiff angebracht, das sich bis dahin in der britischen Gouverneursresidenz der britischen Mandatsregierung befand. Weiters ist eine Gedenktafel für die verstorbenen Mitglieder der britischen Palästinapolizisten zu sehen.
An zwei Tafeln sind die Namen der anglikanischen Bischöfe bzw. der arabischen Pastoren samt deren Vorgängern angebracht, dies verweist auf die beiden Gruppen, die sich in der Kirche treffen: einerseits die arabischen Anglikaner und eine Gruppe von ausgewanderten Englisch sprechenden Anglikanern.